# 6172 Prokofeana
6172 Prokofeana eller 1982 TX är en asteroid i huvudbältet som korsar Mars omloppsbana. Den upptäcktes 14 oktober 1982 av den rysk-sovjetiska astronomen Ljudmila Karatjkina vid Krims astrofysiska observatorium på Krim. Den är uppkallad efter astronomen Valentina Prokofjeva.